# Nicklas Stenemo
Nicklas Stenemo, född 1974, är en svensk musiker och låtskrivare. Han är en av medlemmarna i Kite och var tidigare sångare i The Mo. 
År 2006 blev han ny permanent basist i Melody Club, efter att under en period spelat med bandet under deras turnéer. I juli 2008 ersatte han tillfälligt basisten Leari i The Ark, på bandets två konserter.
Han är kusin med Erik Stenemo som spelar gitarr i Melody Club. Stenemo samarbetar sedan 2012 med Nicole Sabouné som låtskrivare och gitarrist. 

Sedan 2008 är han sångare i Kite som han skapat tillsammans med Christian Berg. Han har även varit gitarrist och keyboardist i heavy metal-bandet Furbowl, baserade i Växjö.